# Grand Prix automobile de Las Vegas 2000
Navigation
Édition précédente
Le Grand Prix de Las Vegas 2000, disputé sur le 29 octobre 2000 sur le Las Vegas Motor Speedway est la onzième et dernière manche de l'American Le Mans Series 2000.

## Course

### Classement de la course
Classement final de la course (vainqueurs de catégorie en gras), :
| Pos.   | Catégorie | N° | Écurie                                      | Pilotes                                | Châssis                       | Pneus | Tours/Abandon |
| Pos.   | Catégorie | N° | Écurie                                      | Pilotes                                | Moteur                        | Pneus | Tours/Abandon |
| ------ | --------- | -- | ------------------------------------------- | -------------------------------------- | ----------------------------- | ----- | ------------- |
| 1      | LMP       | 78 | Audi Sport North America                    | Frank Biela Emanuele Pirro             | Audi R8                       | M     | 129           |
| 1      | LMP       | 78 | Audi Sport North America                    | Frank Biela Emanuele Pirro             | Audi 3.6L Turbo V8            | M     | 129           |
| 2      | LMP       | 77 | Audi Sport North America                    | Rinaldo Capello Allan McNish           | Audi R8                       | M     | 129           |
| 2      | LMP       | 77 | Audi Sport North America                    | Rinaldo Capello Allan McNish           | Audi 3.6L Turbo V8            | M     | 129           |
| 3      | LMP       | 43 | BMW Motorsport Schnitzer Motorsport         | Jean-Marc Gounon Bill Auberlen         | BMW V12 LMR                   | M     | 128           |
| 3      | LMP       | 43 | BMW Motorsport Schnitzer Motorsport         | Jean-Marc Gounon Bill Auberlen         | BMW S70 6.0L V12              | M     | 128           |
| 4      | LMP       | 0  | Team Rafanelli SRL                          | Mimmo Schiattarella Didier de Radiguès | Lola B2K/10                   | M     | 125           |
| 4      | LMP       | 0  | Team Rafanelli SRL                          | Mimmo Schiattarella Didier de Radiguès | Judd (Rafanelli) GV4 4.0L V10 | M     | 125           |
| 5      | LMP       | 36 | Johansson-Matthews Racing                   | Stefan Johansson Guy Smith             | Reynard 2KQ-LM                | Y     | 125           |
| 5      | LMP       | 36 | Johansson-Matthews Racing                   | Stefan Johansson Guy Smith             | Judd GV4 4.0L V10             | Y     | 125           |
| 6      | LMP       | 1  | Panoz Motor Sports                          | David Brabham Jan Magnussen            | Panoz LMP-1 Roadster-S        | M     | 123           |
| 6      | LMP       | 1  | Panoz Motor Sports                          | David Brabham Jan Magnussen            | Élan 6L8 6.0L V8              | M     | 123           |
| 7      | GTS       | 91 | Viper Team Oreca                            | Olivier Beretta Karl Wendlinger        | Dodge Viper GTS-R             | M     | 120           |
| 7      | GTS       | 91 | Viper Team Oreca                            | Olivier Beretta Karl Wendlinger        | Dodge 8.0L V10                | M     | 120           |
| 8      | GTS       | 92 | Viper Team Oreca                            | Tommy Archer David Donohue             | Dodge Viper GTS-R             | M     | 120           |
| 8      | GTS       | 92 | Viper Team Oreca                            | Tommy Archer David Donohue             | Dodge 8.0L V10                | M     | 120           |
| 9      | GTS       | 4  | Corvette Racing                             | Justin Bell Chris Kneifel              | Chevrolet Corvette C5-R       | G     | 119           |
| 9      | GTS       | 4  | Corvette Racing                             | Justin Bell Chris Kneifel              | Chevrolet 7.0L V8             | G     | 119           |
| 10     | GTS       | 08 | Roock Motorsport North America              | Zak Brown Vic Rice                     | Porsche 911 GT2               | Y     | 119           |
| 10     | GTS       | 08 | Roock Motorsport North America              | Zak Brown Vic Rice                     | Porsche 3.8L Turbo Flat-6     | Y     | 119           |
| 11     | GT        | 51 | Dick Barbour Racing                         | Sascha Maassen Bob Wollek              | Porsche 911 GT3-R             | M     | 118           |
| 11     | GT        | 51 | Dick Barbour Racing                         | Sascha Maassen Bob Wollek              | Porsche 3.6L Flat-6           | M     | 118           |
| 12     | LMP       | 56 | Martin Snow Racing                          | Gunnar Jeannette Martin Snow           | Lola B2K/40                   | ?     | 118           |
| 12     | LMP       | 56 | Martin Snow Racing                          | Gunnar Jeannette Martin Snow           | Nissan (AER) VQL 3.0L V6      | ?     | 118           |
| 13     | GT        | 5  | Dick Barbour Racing                         | Dirk Müller Lucas Luhr                 | Porsche 911 GT3-R             | M     | 117           |
| 13     | GT        | 5  | Dick Barbour Racing                         | Dirk Müller Lucas Luhr                 | Porsche 3.6L Flat-6           | M     | 117           |
| 14     | GT        | 7  | Prototype Technology Group                  | Boris Said Hans Joachim Stuck          | BMW M3                        | Y     | 116           |
| 14     | GT        | 7  | Prototype Technology Group                  | Boris Said Hans Joachim Stuck          | BMW 3.2L I6                   | Y     | 116           |
| 15     | GT        | 10 | Prototype Technology Group                  | Brian Cunningham Niclas Jönsson        | BMW M3                        | Y     | 116           |
| 15     | GT        | 10 | Prototype Technology Group                  | Brian Cunningham Niclas Jönsson        | BMW 3.2L I6                   | Y     | 116           |
| 16     | GTS       | 61 | Chamberlain Motorsport                      | Didier Defourney Walter Brun           | Chrysler Viper GTS-R          | M     | 116           |
| 16     | GTS       | 61 | Chamberlain Motorsport                      | Didier Defourney Walter Brun           | Chrysler 8.0L V10             | M     | 116           |
| 17     | GT        | 70 | Skea Racing International                   | Johnny Mowlem David Murry              | Porsche 911 GT3-R             | P     | 115           |
| 17     | GT        | 70 | Skea Racing International                   | Johnny Mowlem David Murry              | Porsche 3.6L Flat-6           | P     | 115           |
| 18     | GT        | 71 | Skea Racing International                   | Doc Bundy Richard Dean                 | Porsche 911 GT3-R             | P     | 114           |
| 18     | GT        | 71 | Skea Racing International                   | Doc Bundy Richard Dean                 | Porsche 3.6L Flat-6           | P     | 114           |
| 19     | GT        | 67 | The Racer's Group                           | Rick Polk Tom McGlynn                  | Porsche 911 GT3-R             | P     | 112           |
| 19     | GT        | 67 | The Racer's Group                           | Rick Polk Tom McGlynn                  | Porsche 3.6L Flat-6           | P     | 112           |
| 20     | GT        | 22 | Alex Job Racing                             | Grady Willingham Kimberly Hiskey       | Porsche 911 GT3-R             | M     | 112           |
| 20     | GT        | 22 | Alex Job Racing                             | Grady Willingham Kimberly Hiskey       | Porsche 3.6L Flat-6           | M     | 112           |
| 21     | GT        | 30 | White Lightning Racing Petersen Motorsports | Cort Wagner Mike Fitzgerald            | Porsche 911 GT3-R             | M     | 111           |
| 21     | GT        | 30 | White Lightning Racing Petersen Motorsports | Cort Wagner Mike Fitzgerald            | Porsche 3.6L Flat-6           | M     | 111           |
| 22     | GT        | 6  | Prototype Technology Group                  | Peter Cunningham Johannes van Overbeek | BMW M3                        | Y     | 110           |
| 22     | GT        | 6  | Prototype Technology Group                  | Peter Cunningham Johannes van Overbeek | BMW 3.2L I6                   | Y     | 110           |
| 23     | GT        | 69 | Kyser Racing                                | Kye Wankum Joe Foster                  | Porsche 911 GT3-R             | P     | 109           |
| 23     | GT        | 69 | Kyser Racing                                | Kye Wankum Joe Foster                  | Porsche 3.6L Flat-6           | P     | 109           |
| 24     | GT        | 66 | The Racer's Group                           | Kevin Buckler Philip Collin            | Porsche 911 GT3-R             | P     | 109           |
| 24     | GT        | 66 | The Racer's Group                           | Kevin Buckler Philip Collin            | Porsche 3.6L Flat-6           | P     | 109           |
| 25     | LMP       | 37 | Intersport Racing                           | Jon Field Rick Sutherland              | Lola B2K/10                   | Y     | 108           |
| 25     | LMP       | 37 | Intersport Racing                           | Jon Field Rick Sutherland              | Judd GV4 4.0L V10             | Y     | 108           |
| 26     | LMP       | 42 | BMW Motorsport Schnitzer Motorsport         | Jörg Müller JJ Lehto                   | BMW V12 LMR                   | M     | 106           |
| 26     | LMP       | 42 | BMW Motorsport Schnitzer Motorsport         | Jörg Müller JJ Lehto                   | BMW S70 6.0L V12              | M     | 106           |
| 27 DNF | LMP       | 2  | Panoz Motor Sports                          | Johnny O'Connell Hiroki Katou          | Panoz LMP-1 Roadster-S        | M     | 81            |
| 27 DNF | LMP       | 2  | Panoz Motor Sports                          | Johnny O'Connell Hiroki Katou          | Élan 6L8 6.0L V8              | M     | 81            |
| 28 DNF | LMP       | 28 | Konrad Motorsport                           | Franz Konrad Charles Slater            | Lola B2K/10                   | G     | 77            |
| 28 DNF | LMP       | 28 | Konrad Motorsport                           | Franz Konrad Charles Slater            | Ford (Roush) 6.0L V8          | G     | 77            |
| 29     | GT        | 23 | Alex Job Racing                             | Randy Pobst Bruno Lambert              | Porsche 911 GT3-R             | M     | 77            |
| 29     | GT        | 23 | Alex Job Racing                             | Randy Pobst Bruno Lambert              | Porsche 3.6L Flat-6           | M     | 77            |
| 30 DNF | GTS       | 3  | Corvette Racing                             | Andy Pilgrim Ron Fellows               | Chevrolet Corvette C5-R       | G     | 70            |
| 30 DNF | GTS       | 3  | Corvette Racing                             | Andy Pilgrim Ron Fellows               | Chevrolet 7.0L V8             | G     | 70            |
| 31 DNF | LMP       | 13 | KnightHawk Racing Phillips Motorsports      | Mel Hawkins Steven Knight              | Lola B2K/40                   | ?     | 65            |
| 31 DNF | LMP       | 13 | KnightHawk Racing Phillips Motorsports      | Mel Hawkins Steven Knight              | Nissan (AER) VQL 3.0L V6      | ?     | 65            |
| 32 DNF | GT        | 52 | Seikel Motorsport                           | Tony Burgess Christophe Bouchut        | Porsche 911 GT3-R             | Y     | 53            |
| 32 DNF | GT        | 52 | Seikel Motorsport                           | Tony Burgess Christophe Bouchut        | Porsche 3.6L Flat-6           | Y     | 53            |
| 33 DNF | GT        | 21 | MCR/Aspen Knolls                            | Shane Lewis Darren Law                 | Porsche 911 GT3-R             | P     | 19            |
| 33 DNF | GT        | 21 | MCR/Aspen Knolls                            | Shane Lewis Darren Law                 | Porsche 3.6L Flat-6           | P     | 19            |
| 34 DNF | GTS       | 25 | Carsport Holland                            | Tom Coronel Mike Hezemans              | Chrysler Viper GTS-R          | M     | 11            |
| 34 DNF | GTS       | 25 | Carsport Holland                            | Tom Coronel Mike Hezemans              | Chrysler 8.0L V10             | M     | 11            |